# Háblame de tú
Háblame de tú es el segundo extended play del cantautor mexicano Jósean Log. Se lanzó el 26 de enero de 2018 en formato digital en México. Todas las canciones fueron escritas por Log. Fue producido por Mateo Lewis, y se distribuyo de forma independiente. El miniálbum mezcló sonidos de indie pop y folk pop. Contiene 4 canciones originales, del cual destacaron sencillos como; «Contento de contento» y «Combustión».

## Antecedentes
Háblame de tú, continuó su estilo introspectivo y optimista, destacando el uso del ukelele. La primera pista, «La vida la vida», promovió el vivir, mientras que «Combustión» exploró la tristeza de una despedida amorosa. En «No quise», se trató la dificultad de superar una relación pasada, y «Contento de contento» transmitió un mensaje de autocompasión frente a las críticas externas. El EP, compuesto por cuatro canciones originales, fue escrito por el artista y producido por Mateo Lewis.

## Recepción
En el sitio web Rate Your Music recibió una puntuación de 3.00 sobre 5 estrellas.

## Lista de canciones
| N.º   | Título                 | Escritor(es) | Duración |  |
| 1.    | «La vida la vida»      | Jósean Log   | 3:08     |  |
| 2.    | «Combustión»           | Jósean Log   | 3:58     |  |
| 3.    | «No quise»             | Jósean Log   | 3:21     |  |
| 4.    | «Contento de contento» | Jósean Log   | 3:17     |  |
| 13:44 |                        |              |          |  |

## Historial de lanzamiento
| País   | Fecha               | Formato(s)       | Sello                | Ref.  |
| ------ | ------------------- | ---------------- | -------------------- | ----- |
| México | 26 de enero de 2018 | Descarga digital | Música independiente | [ 8 ] |